# Interstate 235 (Kansas)
Pour les articles homonymes, voir Interstate 235.
L'Interstate 235 (I-235) du Kansas est une autoroute de 16,52 miles (26,59 km). Elle est une voie de contournement nord–sud à l'I-35 dans la partie ouest de Wichita. Son terminus nord est à un échangeur avec I-135 / US-81 / K-15 / K-96 / K-254 au nord de la ville, où l'autoroute continue vers l'est comme K-254. Le terminus sud est à une jonction avec l'I-135 / US-81 tout près de là où l'I-135 rencontre l'I-35, à son propre terminus sud.

## Description du tracé
L'autoroute contourne la ville de Wichita par l'ouest. Elle passe également à proximité de l'aéroport inter-continental de Wichita (ICT).

## Liste des sorties
| Interstate 235                            |              |       |       |        |                                                   | |
| Comté                                     | Municipalité | mi    | km    | Sortie | Intersections / Destinations                      | Notes |
| Sedgwick                                  | Wichita      | 0,00  | 0,00  |        | I-135 sud / US 81 sud vers I-35 / Kansas Turnpike | Terminus sud; sortie 1C de l'I-135                                                                       |
| Sedgwick                                  | Wichita      | 0,00  | 0,00  | 1A     | I-135 nord / US 81 nord – Salina                  | Sortie direction sud, entrée direction nord                                                              |
| Sedgwick                                  | Wichita      | 0,98  | 1,58  | 1B     | MacArthur Road                                    | |
| Sedgwick                                  | Wichita      | 1,87  | 3,01  | 2      | Seneca Street                                     | |
| Sedgwick                                  | Wichita      | 2,87  | 4,62  | 3      | Meridian Avenue                                   | |
| Sedgwick                                  | Wichita      | 3,93  | 6,32  | 4      | West Street                                       | |
| Sedgwick                                  | Wichita      | 5,14  | 8,27  | 5      | K-42 (en) (Southwest Boulevard)                   | |
| Sedgwick                                  | Wichita      | 6,99  | 11,25 | 7      | US 54 / US 400 (Kellogg Avenue)                   | |
| Sedgwick                                  | Wichita      | 8,57  | 13,80 | 8      | Central Avenue                                    | |
| Sedgwick                                  | Wichita      | 9,33  | 15,01 | 9      | 13th Street North ouest                           | Sortie direction nord, entrée direction sud                                                              |
| Sedgwick                                  | Wichita      | 10,08 | 16,22 | 10     | Zoo Boulevard                                     | |
| Sedgwick                                  | Wichita      | 11,70 | 18,82 | 11     | 25th Street North                                 | |
| Sedgwick                                  | Wichita      | 14,12 | 22,72 | 13     | K-96 (en) ouest – Hutchinson, Valley Center       | Terminus sud du multiplex avec K-96                                                                      |
| Sedgwick                                  | Wichita      | 15,58 | 25,07 | 15     | Broadway Street                                   | |
| Sedgwick                                  | Wichita      | 16,52 | 26,58 | 16A    | I-135 / US 81 / K-15 (en) sud / K-96 (en) est     | Terminus nord du multiplex avec K-96; sortie direction nord, entrée direction sud; sortie 11B de l'I-135 |
| Sedgwick                                  | Wichita      | 16,52 | 26,58 | 16B    | I-135 / US 81 / K-15 (en) nord – Salina           | Terminus nord; sortie 11B de l'I-135                                                                     |
| Sedgwick                                  | Wichita      | 16,52 | 26,58 |        | K-254 (en) est – El Dorado                        | Continue au-delà de l'I-135                                                                              |
| - Terminus de multiplex - Accès incomplet |              |       |       |        |                                                   | |

## Voir Aussi
- (en) Cet article est partiellement ou en totalité issu de l’article de Wikipédia en anglais intitulé « Interstate 235 (Kansas) » (voir la liste des auteurs).